# Altillac
Altillac è un comune francese di 827 abitanti situato nel dipartimento della Corrèze nella regione della Nuova Aquitania.

## Storia

### Simboli
Lo stemma comunale è stato adottato il 22 agosto 1981.

## Società

### Evoluzione demografica
Abitanti censiti